# Panaethia
Panaethia là một chi bướm đêm thuộc họ Geometridae.